# 군용 담요 코트
군용 담요 코트는 서울특별시 종로구 한국현대의상박물관에 있는, 미군 군용 담요로 만든 코트이다. 2014년 10월 29일 대한민국의 국가등록문화재 제616호로 지정되었다.

## 개요
1950년대 한국전쟁으로 폐허와 굶주림 속에서 구호물자인 미군 군용 담요로 만든 코트이다.
전쟁후 물자가 귀해 군수용품이 일반인에게 사용되었던 실례를 보여주는 유물로 현재 유일하게 남아 있는 것으로 알려져 있기에 가치가 있다.

## 참고 자료
- 군용 담요 코트 - 국가유산청 국가유산포털